# Another Woman
Another Woman is een Amerikaanse dramafilm uit 1988 van regisseur Woody Allen. Het verhaal draait om een vrouw die zichzelf beter leert kennen wanneer ze meeluistert met de psycho-analytische sessie van een ‘andere vrouw’.

## Verhaal
Marion zit in een gehuurde flat te werken aan een boek over filosofie. Het is een noodoplossing omdat haar eigen appartementencomplex wordt verbouwd. Het werk wil niet vlotten want ze wordt gestoord door allerlei geluiden. Zo kan ze door een ventilatiegat meeluisteren met de gesprekken die een psychiater in een andere flat voert met zijn patiënten.
Hoewel ze aanvankelijk de geluiden probeert de blokkeren, raakt ze al snel gefascineerd door de verhalen van de patiënten. Met name raakt ze geïnteresseerd in een jonge vrouw die aan een zware depressie lijdt. Het lijkt alsof deze vrouw met dezelfde problemen als zijzelf worstelt.
Marion is vijftig, professor in de filosofie en getrouwd met een arts, Ken. Ze komt erachter dat ze veel minder aardig is voor anderen dan ze zelf dacht. Haar broer heeft een haat/liefdeverhouding met haar en ze is bijzonder snibbig tegen hem en diens vrouw. Verder merkt ze dat ze koel en afstandelijk is tegen haar ex-man Sam en haar stiefdochter Laura. Ook komt ze er meer en meer achter dat haar huidige huwelijk evenmin een succes is en heeft ze spijt dat ze haar grote liefde, Larry, ooit heeft laten gaan.
Marion wil meer over de ‘andere vrouw’ te weten te komen. Uiteindelijk lukt het haar de vrouw staande te houden. Maar als ze ziet dat de vrouw zwanger is, praat Marion meer over haar eigen abortus van jaren geleden dan over de problemen van de vrouw. Plotseling realiseert ze zich dat ze niet meer zwanger kan raken en krijgt ze spijt van alle dingen die ze niet meer kan. Ze besluit om haar leven een nieuwe wending te geven.

## Rolverdeling
| Acteur         | Personage   |
| -------------- | ----------- |
| Gena Rowlands  | Marion Post |
| Mia Farrow     | Hope        |
| Ian Holm       | Ken         |
| Philip Bosco   | Sam         |
| Gene Hackman   | Larry Lewis |
| Frances Conroy | Lynn        |

## Achtergrond
Zoals veel van de films waarin Allen zelf niet acteert, ontbreekt in deze film de humor. Another Woman is een zwaar aangezet drama dat doet denken aan Smultronstället ('Wilde Aardbeien') van Ingmar Bergman uit 1957. Allen is beïnvloed door Bergman en in deze film heeft hij het centrale thema van Wilde Aardbeien gebruikt, namelijk een hoofdfiguur die zich realiseert dat zijn/haar gedrag door anderen als kil en ongevoelig wordt ervaren. Net als in Interiors maakt Allen gebruik van de kamer als metafoor voor de geestelijke gesteldheid. Marion zit met tegenzin opgesloten in de haar onbekende flat en ze kan zich pas bevrijden nadat ze heeft meegeluisterd met de gesprekken in een andere kamer. De ‘andere vrouw’, die ook naamloos blijft (al wordt ze in de aftiteling ‘Hope’ genoemd, is in feite het alter ego van Marion. Het is Marion op jongere leeftijd voordat ze de keuzes maakte die haar karakter zo afstandelijk en kil deden worden. Dat de andere vrouw ‘hoop’ heet, geeft aan dat Allen het verhaal positief wil laten eindigen. Marion zal ‘genezen’ van haar kilheid.

## Prijzen en nominaties
In 1989 won Another woman de Silver Ribbon voor beste nasynchronisatie.